# Molí de Basturs
El Molí de Basturs és un antic molí del terme municipal d'Isona i Conca Dellà situat en el poble de Basturs, de l'antic terme d'Orcau.
Està situat a la dreta del riu d'Abella, al sud-oest de Basturs i al nord-oest de la zona dels Estanys de Basturs.